# Oiketicinae
De Oiketicinae zijn een onderfamilie van vlinders uit de familie van de zakjesdragers (Psychidae).

## Geslachtengroepen
- Acanthopsychini Tutt, 1900
- Apteronini Tutt, 1900
- Oreopsychini Tutt, 1900
- Phalacropterigini Tutt, 1900